# Alessandro Codivilla
(Augusto Anzoletti)
Alessandro Codivilla (Bologna, 21 marzo 1861 – Bologna, 28 febbraio 1912) è stato un medico e chirurgo italiano.

## Biografia
Alessandro Codivilla nacque a Bologna il 21 marzo 1861 da una modesta famiglia (il padre era un impiegato presso l'istituzione finanziaria Monte di Pietà). Alunno brillante, amante delle matematiche e delle scienze ad esse collegate, al liceo era il migliore della classe, e durante le ore di greco e di latino (verso le quali non mostrava particolare interesse):
(Alessandro Codivilla)
Al liceo studiò il francese e fu aiutato per il tedesco da Folco Camillo Carpano, gentiluomo di fine e ricca cultura. Si laureò in Medicina e Chirurgia nel 1886 diventando, immediatamente dopo, assistente universitario del prof. Pietro Loreta prima e del prof. Alfonso Poggi poi. Ben presto però dovette rinunciare all'incarico per motivi economici e cominciò quindi a lavorare in ospedale.
(Corrado Tumiati)
Dalla nota di Corrado Tumiati si evince che le sue prime esperienze mediche non furono semplici. Successivamente le sue capacità gli permisero, nel concorso a chirurgo primario dell'ospedale di Bergamo, di figurare tra i primi tre scelti dalla commissione tecnica anche se alla fine fu eletto uno degli altri due. La spuntò però ad Imola, dove entrò non per concorso, ma per diretta chiamata di alcuni amministratori che avevano notato come il centro chirurgico di Castiglione Fiorentino fosse diventato un punto di riferimento anche per pazienti provenienti da province non vicinissime come quelle di Firenze e Roma. Ad Imola rimase fino al 1898 e ivi la sua fama raggiunse la consacrazione definitiva.

### L'arrivo a Bologna
Dopo aver passato otto anni negli ospedali di provincia, durante i quali si dedicò alla chirurgia cerebrale e soprattutto alla chirurgia delle viscere (disciplina che lo affascinava molto), nel 1899 fu invitato dall'avvocato Giuseppe Bacchelli, all'epoca presidente dell'Amministrazione provinciale, ad abbandonare la chirurgia generale per dedicarsi all'ortopedia e diventare il nuovo direttore dell'Istituto Ortopedico Rizzoli.
Per Codivilla lasciare la chirurgia viscerale per dedicarsi ad una disciplina a lui ancora poco conosciuta come l'ortopedia non fu facile, ma le ragioni che lo spinsero ad accettare il posto al Rizzoli erano troppe e irrinunciabili: Bologna era la sua città natale, lì vivevano gli uomini a lui più cari e inoltre, sempre a Bologna, aveva tenuto delle apprezzate e applaudite lezioni di chirurgia dell'apparato uro-genitale. Ma il motivo sicuramente più importante fu la malattia contratta ad Imola del primogenito dello stesso Codivilla, il quale si illuse che il clima del San Michele potesse in qualche modo indurre il piccolo alla guarigione. Ciò non avvenne, e Codivilla si trovò dunque non solo a dover affrontare la scomparsa prematura del figlio, ma anche la guerra mossa dal medico Cesare Ghillini e seguaci, che lo accusavano di scarsa preparazione nel campo dell'ortopedia.
L'accoglienza riservatagli a Bologna avrebbe scoraggiato chiunque non fosse stato dotato di carattere forte e deciso. D'altronde, le critiche mossegli contro non erano del tutto infondate: egli, nonostante l'ottima preparazione nel campo della medicina generale, mancava di alcune conoscenze importanti per chiunque avesse voluto intraprendere la strada dell'ortopedia.
Ma, come scriveva il suo maestro Alfonso Poggi:
(Alfonso Poggi)

### I viaggi in Europa e la fama internazionale
Alessandro Codivilla, temperamento deciso, intraprese così diversi viaggi all'estero per aggiungere al suo bagaglio scientifico e culturale le mancanti nozioni ortopediche. Si recò quindi in Germania e in Francia, dove erano stati compiuti numerosi passi in avanti nel campo dell'ortopedia.
Soprattutto in Germania strinse amicizia con medici ed esperti nel campo ortopedico come Volkmann, König, Bardenheuer, Albert, Mikulicz, Nicoladoni e Wolff. Quando poi nel novembre del 1901 fu costituita la D.O.G. (Deutsche Orthopädische Gesellschaft, ovvero la Società Ortopedica Tedesca), e, fu data la possibilità a soli due stranieri di venir accolti nell'associazione, Codivilla fu uno di questi. La prima riunione dei soci si tenne nell'aprile del 1902, e Codivilla, anziché parlare di sé e dei contributi che aveva dato all'ortopedia nei primi tre anni da direttore del Rizzoli, preferì commemorare il milanese Pietro Panzeri, precedente direttore dell'Istituto, elogiandone i meriti e attirando di conseguenza a sé la gratitudine da parte della città di Milano che tanto ancora piangeva l'immatura perdita del suo illustre concittadino. Infatti, il San Michele in Bosco e l'Istituto Ortopedico Rizzoli non erano del tutto sconosciuti all'estero poiché Pietro Panzeri aveva più volte invitato medici ed esperti nel campo dell'ortopedia dall'estero come l'austriaco Adolf Lorenz. A prova di ciò l'Istituto e Codivilla furono in seguito citati in quello che viene considerato il primo trattato di chirurgia ortopedica da parte del tedesco Albert Hoffa, il quale scriveva:
(Albert Hoffa)
Codivilla, come membro della D.O.G., intervenne personalmente a Berlino nei Congressi del 1902, 1903 e 1904, intrattenendosi spesso in colloqui privati con i colleghi che gli stavano di più a cuore. Tutto ciò contribuì alla buona riuscita dell'iniziativa che fu promossa dall'amministrazione provinciale in accordo con Codivilla: si decise infatti di bandire un concorso per la migliore opera o invenzione anche straniera nel campo dell'ortopedia, con premio quinquennale di L. 2500.
(Augusto Anzoletti)
Grazie alla fama raggiunta da Codivilla in ambito internazionale, i lavori presentati al concorso furono ben quattordici, di cui cinque di autori italiani, inglesi, francesi e americani e ben nove di autori tedeschi, a dimostrazione di come il nome di Codivilla e del Rizzoli fossero ormai più che conosciuti agli esperti in ambito medico e ortopedico. Il vincitore del concorso fu il tedesco Oscar Vulpius, premiato il 3 dicembre 1905.

### Morte ed eredità
Codivilla morì a Bologna il 28 febbraio 1912 all'età di 51 anni a causa di un male che aveva iniziato a manifestarsi in modo evidente a partire dal 1907.
Codivilla, che aveva avuto sempre più a cuore le sorti del Rizzoli che la propria salute, era tormentato dal timore che il Rizzoli potesse regredire e che l'ortopedia coltivata con tanta dedizione potesse venir mutata in futuro e prendere un indirizzo diverso da quello da lui stesso caldeggiato.
Dopo la sua morte venne eletto presidente del Rizzoli Vittorio Putti, suo pupillo, che ne continuò l'opera.
Se Codivilla è da considerare come il creatore dell'ortopedia italiana e come colui che ha portato per la prima volta l'ortopedia in sala operatoria, Putti è da considerare come il rinnovatore dell'ortopedia e come colui che ha provveduto a dar vita a nuovi strumenti e tecniche anatomiche.

## Contributi alla chirurgia
Inoltre, Codivilla verrà ricordato come ideatore e primo chirurgo ad eseguire la duodenocefalopancresectomia,  intervento che consiste nell'asportare la testa del pancreas, il duodeno e la colecisti.
Questa procedura, poi perfezionata dall'americano Whipple negli anni 30, viene eseguita ancor oggi, con poche modifiche, nei casi di tumore al pancreas.

## I principali contributi all'ortopedia
Codivilla si interessò in particolar modo alle paralisi causate dalle poliomieliti (egli perfezionò la tecnica del trapianto dei tendini); propose di modificare l'operazione di Foerster per la paralisi spastica, curò dislocazioni congenite dell'anca, trattò casi di piede-equino congenito, torcicollo, scoliosi, tubercolosi osteoarticolari, pseudoartrosi congenita (con il metodo di Vanghetti) e numerose fratture, proponendo il metodo della trazione diretta sullo scheletro mediante l'utilizzo di un chiodo passato attraverso il calcagno, tecnica che <<si diceva usasse per torturare i bambini dato che le loro urla si sentivano da Piazza San Petronio>>.

## Personalità
D'animo forte e temperato, Codivilla non rinunciava mai a quell'orgoglio tipico di tutti gli uomini di alto valore e al tempo stesso pareva quasi compiaciuto che gli si tenesse testa qualora non si fosse in completo accordo con quanto da lui detto. Uomo di grande bontà, fu apprezzato da tutti e:
(Augusto Anzoletti)

## Produzione scientifica
La produzione scientifica di Codivilla conta 124 pubblicazioni, tra cui le più importanti sono:
- Sei casi di gastroenterostomia
- Contributo alla diagnosi e alla cura delle cisti da echinococco cerebrali
- Trentuno casi di chirurgia cranica e cerebrale
- Sulle indicazioni e sulla tecnica della estensione col chiodo
- Sul trapianto osseo libero
- Sulla correzione delle deformità da frattura del femore
- Sulla terapia dell'accorciamento nelle deformità dell'arto inferiore
- Sulla tecnica dei trapianti tendinei
- Della lussazione congenita dell'anca
- Nuovo metodo di cura cruenta del piede equino varo congenito
- Sulle condizioni viscerali degli scoliotici gravi
- Sul trattamento della tubercolosi ossea e articolare
- Sulla cura della pseudo-artrosi congenita della tibia
- Protesi cinematica in un caso di disarticolazione del piede

Queste pubblicazioni verranno poi raccolte da Vittorio Putti negli Scritti medici di Alessandro Codivilla (Cappelli Editore, Bologna, 1915).